# Celesty
Celesty é uma banda de power metal formada em 1998 na cidade de Seinäjoki, na Finlândia.
Em 2000 gravaram a demo Warrior of Ice. Logo lançaram outro demo, o Times Before the Ice. Finalmente então a banda lança seu debut: Reign of Elements, que contou com a participação do então guitarrista do Sonata Arctica, Jani Liimatainen em uma música.
Em 2004, lançam seu segundo álbum: Legacy of Hate e em 2006 o álbum Mortal Mind Creation, do qual a banda tem grandes turnês européias, em 2009 a banda lançou seu álbum Vendetta. No dia 16 de janeiro de 2012 a banda comunicou em seu site que não continuaria com seu trabalho por um tempo, sendo essa decisão unanime entre os integrantes. Essa pausa em suas atividades, segundo a própria banda, pode durar de um a dez anos, sem previsão.
Em 2015, a banda retomou suas atividades com a volta do antigo vocalista, Kimmo Perämäki, e com a entrada de um novo guitarrista, J-P Alanen, substituindo o posto de Teemu Koskela.

## Membros
- Kimmo Perämäki - vocais
- Ari Katajamäki - baixo
- Jere Luokkamäki - bateria
- Tapani Kangas - guitarra base
- J.P. Alanen - guitarra solo
- Juha Mäenpää - teclados

### Membros antigos
- Antti Railio - vocais
- Tony Turunen - vocais
- Teemu Koskela - guitarra base

## Discografia

### Demos
- Warrior of Ice (2001)
- Times Before the Ice (2002)

### Albums
- Reign of Elements (2002)
- Legacy of Hate (2004)
- Mortal Mind Creation (2006)
- Vendetta (2009)

### Coletâneas
- The Keepers of Jericho: A Tribute to Helloween Part II - "The Chance" (2003)
- Hangar of souls: Tribute to Megadeth - "Holy Wars... The Punishment Due" (cover do Megadeth) (2005)
- Arise Records 2003 Spring Sampler CD - "Revenge"
- Arise Heavy Metal Magazine Sampler No 1 - "Reign of Elements"